# Dominique Cabarrus
Pour les articles homonymes, voir Cabarrus.
Dominique Eugène Cabarrus, dit Dominique l'Ainé, né à Bayonne le 26 mars 1716 et mort dans la même ville le 9 juin 1799, est un banquier, négociant et armateur de navires négriers qui a fait fortune dans la pratique du commerce triangulaire avec les Antilles depuis le port de Bordeaux,,. Il est le père de François Cabarrus, fondateur de la banque centrale espagnole et le grand-père de Thérésa Tallien, salonnière française et femme d’influence sous la Révolution française.

## Biographie
Dominique Eugène Cabarrus, né le 26 mars 1716 à Bayonne de l'union de Barthélémy Cabarrus, bourgeois et armateur de Capbreton puis de Bayonne, et de Marie Fourcade, est le huitième fils d'une famille qui comprendra 16 enfants. Échevin de Bayonne, il fonde avec son frère Dominique-Denis Cabarrus, dit Dominique le Jeune, la Maison de Commerce "Cabarrus Père & Fils & Cie" spécialisée dans la traite négrière. En 1766, ils arment une frégate d’occasion baptisée le Roy-de-Cabinde et un senau appelé le Roy-de-Malimbe qui transportera 190 esclaves d'Angola au Cap Français à Saint-Domingue. Le nombre de transports effectués ensuite par la Maison Cabarrus est difficile à évaluer car nombre de registres ont disparu ou ont été détruits. D'après le Répertoire des expéditions négrières établi par Jean Mettas qui tente de reconstituer la liste des expéditions menées depuis la France et notamment Bordeaux (cité également par Éric Saugera), il est attesté que la Maison Cabarrus Père & Fils & Cie a affrété les navires suivants:
| Appareillage | Navire           | Armateur           | Site de traite           | Site de vente | Nombre d'esclaves |
| ------------ | ---------------- | ------------------ | ------------------------ | ------------- | ----------------- |
| 1766         | Roy-de-Cabinde   | Dominique Cabarrus | Guinée                   | Cap Français  | Non connu         |
| 1766         | Roy-de-Malimbe   | Dominique Cabarrus | Angola                   | Cap Français  | 190               |
| 1788         | Chorèbe          | Dominique Cabarrus | Ile de France Mozambique | Naufrage      | Non connu         |
| 1788         | Esmangart        | Dominique Cabarrus | Ile de France Mozambique | Cap Français  | 257               |
| 1788         | Pacificateur     | Dominique Cabarrus | Mozambique               | Non connu     | Non connu         |
| 1791         | Jean-Bart        | Dominique Cabarrus | Mozambique               | Non connu     | Non connu         |
| 1791         | Actif de Lorient | Dominique Cabarrus | Mozambique               | Non connu     | Non connu         |
| 1792         | Aimable Lucile   | Dominique Cabarrus | Mozambique               | Non connu     | Non connu         |
| 1793         | Hernoux          | Dominique Cabarrus | Mozambique               | Non connu     | Non connu         |

Blason des Cabarrus.

Fortune faite, Dominique Cabarrus est anobli en 1789 peu avant la Révolution Française, au même titre que d'autres armateurs importants de Bordeaux tels que Jacques-Alexandre Laffon de Ladébat ou Isaac Couturier.

## Postérité de la Maison Cabarrus Père & Fils & Cie
La Révolution française ainsi que la disparition de Dominique Cabarrus en 1799 ne mettra pas un terme à l'activité de négoce d'esclave de la Maison Cabarrus. Le 15 février 1802, le Conseil de commerce de Bordeaux rédige un mémoire sur le rétablissement de la traite négrière, abolie huit ans plus tôt, en même temps que l'esclavage, par la Convention montagnarde. Cinq des neuf membres de ce conseil étaient d’anciens armateurs négriers : Brunaud, Gramont, Cabarrus (Pierre Étienne), Mareilhac, Chicou-Bourbon. Dans le mémoire, ils affirment : 
Le grand objet du commerce d’Afrique, a toujours été de soutenir l’existence de nos colonies occidentales […]. Il est reconnu que, dans ces contrées brûlantes, la culture ne peut être utilement maintenue qu’avec les bras vigoureux des Africains. Une trop fatale expérience nous a démontré que la liberté des noirs, est incompatible avec les travaux qu’on a besoin d’en exiger […]. De là, la nécessité de la traite.